# Valeria Weise
Valeria Weise (Trelew, Argentina, 17 de marzo de 1973) es una periodista y locutora argentina con presencia e importancia en los medios radiales y de su país.

## Formación
Weise estudió la carrera de Locutor Nacional en el Instituto Superior de Enseñanza de Radiodifusión (ISER), egresadon en 1994; y Ciencias de la Comunicación en la Universidad de Buenos Aires. 

## Labor profesional
Entre 1992 y 1994 se desempeñó en LU20 Radio Chubut, luego se trasladó a la Ciudad de Buenos Aires e ingresó a trabajar en LRA Radio Nacional, en la que realizó tareas de locución y conducción del informativo por dos años.
En 1999, y tras varios trabajos en radio y televisión, se sumó a Radio La Red y realizó móviles informativos por 10 años en los programas conducidos por periodistas como Mariano Grondona, Carlos Bilardo o Mirtha Legrand, entre otros.
Weise también trabaja en la locución comercial, desde 2002 es la voz de Editorial Atlántida y realiza las publicidades de la revista Para Ti entre muchas otras. También es docente de la Escuela Terciaria de Estudios Radiofónicos (ETER) dirigida por Eduardo Aliverti.

## Distinciones individuales
En 2012, obtuvo el premio TwitteRelatos por la Identidad, organizado por Abuelas de Plaza de Mayo.